# فرقة المظليين الواحدة والعشرون
فرقة المظليين الواحدة والعشرون فرقة للجيش الألماني خلال الحرب العالمية الثانية، نشطت في عام 1945.
تم تشكيل الفرقة في مارس 1945 في هولندا، باستخدام عناصر من Sturm-Brigade Gericke وقوات من فرقة Fallschirmjäger Ausbildungs-und-Ersatz-Division. 
لم تنجح الفرقة في تشكيلها بالكامل قبل نهاية الحرب، ولم تشهد قتالاً. 